# 마스크 (애니메이션 시리즈)
《마스크》(The Mask: Animated Series)는 미국의 동명의 1994년 영화 마스크에 기반을 둔 TV 애니메이션 시리즈이다. 이 쇼는 1995년 8월 12일부터 1997년 8월 30일까지 CBS에서 3개의 시즌으로 구성되었으며 이후 만화책 시리즈 마스크의 모험(Adventures of The Mask)이 탄생하였다. 오리지널 코믹스의 전 작가 John Arcudi는 이 시리즈에서 2개의 에피소드를 썼다.

## 시리즈 개요
| 시즌 | 시즌 | 회수 | 방송 날짜       | 방송 날짜        |
| 시즌 | 시즌 | 회수 | 시즌 시작       | 시즌 종료        |
| ---- | ---- | ---- | --------------- | ---------------- |
|      | 1    | 15   | 1995년 8월 12일 | 1995년 11월 11일 |
|      | 2    | 30   | 1996년 9월 7일  | 1997년 3월 29일  |
|      | 3    | 9    | 1997년 7월 5일  | 1997년 8월 30일  |

## 등장 인물 [목소리 출연]
스탠리 입키스 - 김환진
찰리 슈마커 - 정동열
도일 - 유제상
페기 브랜트 - 최문자
틸턴 시장/프레토리우스/닥/스킬릿 - 김정호
전자파괴물[채널 서퍼] - 김창주
캘러웨이 반장 - 설영범
에디/아서 뉴먼/쳇 보작/치프 청키 - 이호인
은행장 - 신흥철
핀맨/이블린 - 김정희
어밀리아 크로노스 박사 - 김순환

## 비디오 회차 목록
| 화수             | 비디오 제목                 | 영어 제목                                             |
| ---------------- | --------------------------- | ----------------------------------------------------- |
| 제01화           | 전설의 시작 Part 1          | The Mask Is Always Greener on the Other Side - Part 1 |
| 제02화           | 전설의 시작 Part 2          | The Mask Is Always Greener on the Other Side - Part 2 |
| 제03화           | 시스터 마스크 대소동        | Sister Mask                                           |
| 제04화           | 빼앗긴 그림자를 찾아라      | Shadow of a Skillit                                   |
| 제05화           | 생물들의 싸움               | The Terrible Twos                                     |
| 제06화           | 아기 돌보기                 | Baby's Wild Ride                                      |
| 제07화           | 에일리언의 습격             | Martian Mask                                          |
| 제08화           | 개들 구출 작전              | How Much Is That Dog in the Tin Can?                  |
| 제09화           | 박사님의 음모               | Shrink Rap                                            |
| 제10화           | 반이 깨진 마스크            | Split Personality                                     |
| 제11화           | 프레토리우스의 음모         | Bride of Pretorius                                    |
| 제12화           | 녹아내린 마스크             | Double Reverse                                        |
| 제13화           | 할로윈 대소동               | All Hallow's Eve                                      |
| 제14화           | 시장과 마스크의 투표 대격돌 | Mayor Mask                                            |
| 제15화           | 공룡들의 싸움               | Jurassic Mask                                         |
| 제16화           | 마술사가 된 마스크          | Magic                                                 |
| 제17화           | 타임머신 대소동             | A Comedy of Eras                                      |
| 제18화           | 경기장에서 생긴일           | Goin' for the green                                   |
| 제19화           | 전자파괴물의 대결           | Channel Surfin'                                       |
| 제20화           | 감기에 걸린 마스크          | To Have and Have Snot                                 |
| 제21화           | 깃털 찾아 삼만리            | Flight as a Feather                                   |
| 제22화           | 다시 돌아온 생물들          | The Good, the Bad and the Fish Guy                    |
| 제23화           | 데이트와 치즈의 함정        | Mask au Gratin                                        |
| 제24화           | 영화주인공이 된 마스크      | You Oughta Be in Pictures                             |
| 제25화           | 백화점에서 생긴일           | Malled                                                |
| 제26화[마지막회] | 크리스마스 대소동           | Santa Mask                                            |

(마스크 비디오판 1995년)
마스크 1탄 제1부 [전설의 시작]

마스크 1탄 제2부 [시스터 마스크 대소동]

마스크 1탄 제3부 [생물들의 싸움]

마스크 1탄 제4부 [에일리언의 습격]

마스크 1탄 제5부 [박사님의 음모]

마스크 1탄 제6부 [프레토리우스의 음모]

마스크 1탄 제7부 [할로윈 대소동]

(마스크 비디오판 1996년)
마스크 2탄 제1부 [마술사가 된 마스크]

마스크 2탄 제2부 [타임머신 대소동]

마스크 2탄 제3부 [감기에 걸린 마스크]

마스크 2탄 제4부 [깃털 찾아 삼만리]

마스크 2탄 제5부 [영화주인공이 된 마스크]

마스크 2탄 제6부 [백화점에서 생긴일]